# Уан (село)
Уан (каз. Уан) — упразднённое село в Тарбагатайском районе Восточно-Казахстанской области Казахстана. Входило в состав Иргизбайского сельского округа. Код КАТО — 635865400. Исключено из учётных данных в 2014 г.

## Население
В 1999 году население села составляло 96 человек (53 мужчины и 43 женщины). По данным переписи 2009 года, в селе проживали 72 человека (39 мужчин и 33 женщины).